# Pietro Comuzzo
Pietro Comuzzo (San Daniele del Friuli, Údine, 19 de febrero  de 2005) es un futbolista italiano. Juega de defensa central y su equipo actual es la ACF Fiorentina de la Serie A, máxima categoría del fútbol italiano.

## Trayectoria
Pietro comenzó a jugar al fútbol con 6 años en el club Tricesimo, equipo de su ciudad, allí realizó las categorías infantiles desde 2011 hasta 2015. Su formación juvenil la comenzó en Udinese y estuvo desde 2016 hasta 2017, posteriormente pasó a Pordenone y jugó hasta el fin de la temporada 2018-19. En el año 2019 fue fichado por ACF Fiorentina, junto a su hermano gemelo Francesco Comuzzo.
Debutó como profesional el 8 de octubre de 2023, en la octava fecha de la Serie A, ingresó al minuto final para enfrentar a Napoli y ganaron 1-3 en el Estadio Diego Armando Maradona ante unos 45000 espectadores. El entrenador Vincenzo Italiano lo hizo jugar con el primer equipo con 18 años y el dorsal 37 en su espalda.
A nivel internacional de clubes tuvo su primera oportunidad el 26 de octubre, fue en fase de grupos de la Conference League ante Čukarički, debido a una lesión de Michael Kayode al minuto 8 ingresó Pietro y jugó casi todo el partido de lateral derecho, en lo que fue el triunfo 6-0.

## Selección nacional
Ha sido internacional con la selección de fútbol de Italia en las categorías juveniles sub-15, sub-17, sub-18, sub-19, sub-20 y sub-21, también fue considerado por la absoluta.
Para las fechas FIFA de noviembre de 2024, fue convocado por primera vez a la selección absoluta italiana por el entrenador Luciano Spalletti. Estuvo en el banco de suplentes en los amistosos contra Bélgica y Francia pero no tuvo minutos.

## Estadísticas

### Clubes
Actualizado al último partido citado el 25 de mayo de 2025.
| Club                         | Div.          | Temporada     | Liga  | Liga  | Liga   | Copas nacionales | Copas nacionales | Copas nacionales | Copas internacionales | Copas internacionales | Copas internacionales | Total | Total | Total  |
| Club                         | Div.          | Temporada     | Part. | Goles | Asist. | Part.            | Goles            | Asist.           | Part.                 | Goles                 | Asist.                | Part. | Goles | Asist. |
| ---------------------------- | ------------- | ------------- | ----- | ----- | ------ | ---------------- | ---------------- | ---------------- | --------------------- | --------------------- | --------------------- | ----- | ----- | ------ |
| A. C. F. Fiorentina · Italia | 1.ª           | 2023-24       | 4     | 0     | 0      | 1                | 0                | 0                | 1                     | 0                     | 0                     | 6     | 0     | 0      |
| A. C. F. Fiorentina · Italia | 1.ª           | 2024-25       | 33    | 1     | 0      | 1                | 0                | 0                | 10                    | 0                     | 0                     | 44    | 1     | 0      |
| A. C. F. Fiorentina · Italia | 1.ª           | 2025-26       | 0     | 0     | 0      | -                | -                | -                | -                     | -                     | -                     | 0     | 0     | 0      |
| A. C. F. Fiorentina · Italia | Total club    | Total club    | 37    | 1     | 0      | 2                | 0                | 0                | 11                    | 0                     | 0                     | 50    | 1     | 0      |
| Total carrera                | Total carrera | Total carrera | 37    | 1     | 0      | 2                | 0                | 0                | 11                    | 0                     | 0                     | 50    | 1     | 0      |
| 1. 2.                        |               |               |       |       |        |                  |                  |                  |                       |                       |                       |       |       |        |

### Selección
Actualizado al último partido citado el 23 de marzo de 2025.
| Selección         | Temporada         | Continental | Continental | Continental | Mundial | Mundial | Mundial | Amistosos | Amistosos | Amistosos | Total | Total | Total  |
| Selección         | Temporada         | Part.       | Goles       | Asist.      | Part.   | Goles   | Asist.  | Part.     | Goles     | Asist.    | Part. | Goles | Asist. |
| ----------------- | ----------------- | ----------- | ----------- | ----------- | ------- | ------- | ------- | --------- | --------- | --------- | ----- | ----- | ------ |
| Sub-17 · Italia   | 2021-22           | -           | -           | -           | —       | —       | —       | 2         | 0         | 0         | 2     | 0     | 0      |
| Sub-17 · Italia   | Total sel.        | 0           | 0           | 0           | 0       | 0       | 0       | 2         | 0         | 0         | 2     | 0     | 0      |
| Sub-18 · Italia   | 2022              | —           | —           | —           | —       | —       | —       | 1         | 0         | 0         | 1     | 0     | 0      |
| Sub-18 · Italia   | 2023              | —           | —           | —           | —       | —       | —       | 2         | 0         | 0         | 2     | 0     | 0      |
| Sub-18 · Italia   | Total sel.        | 0           | 0           | 0           | 0       | 0       | 0       | 3         | 0         | 0         | 3     | 0     | 0      |
| Sub-19 · Italia   | 2023-24           | 0           | 0           | 0           | —       | —       | —       | -         | -         | -         | 0     | 0     | 0      |
| Sub-19 · Italia   | Total sel.        | 0           | 0           | 0           | 0       | 0       | 0       | 0         | 0         | 0         | 0     | 0     | 0      |
| Sub-20 · Italia   | 2023              | —           | —           | —           | -       | -       | -       | 1         | 0         | 0         | 1     | 0     | 0      |
| Sub-20 · Italia   | 2024              | —           | —           | —           | —       | —       | —       | 3         | 0         | 0         | 3     | 0     | 0      |
| Sub-20 · Italia   | Total sel.        | 0           | 0           | 0           | 0       | 0       | 0       | 4         | 0         | 0         | 4     | 0     | 0      |
| Sub-21 · Italia   | 2024-25           | 0           | 0           | 0           | —       | —       | —       | -         | -         | -         | 0     | 0     | 0      |
| Sub-21 · Italia   | Total sel.        | 0           | 0           | 0           | 0       | 0       | 0       | 0         | 0         | 0         | 0     | 0     | 0      |
| Absoluta · Italia | 2024              | 0           | 0           | 0           | —       | —       | —       | 0         | 0         | 0         | 0     | 0     | 0      |
| Absoluta · Italia | 2025              | 0           | 0           | 0           | —       | —       | —       | 0         | 0         | 0         | 0     | 0     | 0      |
| Absoluta · Italia | Total sel.        | 0           | 0           | 0           | 0       | 0       | 0       | 0         | 0         | 0         | 0     | 0     | 0      |
| Total selecciones | Total selecciones | 0           | 0           | 0           | 0       | 0       | 0       | 9         | 0         | 0         | 9     | 0     | 0      |
| 1.                |                   |             |             |             |         |         |         |           |           |           |       |       |        |

## Palmarés

### Distinciones individuales
| Distinción                    | Año  |
| ----------------------------- | ---- |
| Nominado al Premio Golden Boy | 2025 |